# Vega (Nordland)
Vega es un municipio en la provincia de Nordland (Noruega).  Es parte de la región tradicional de Helgeland. El centro administrativo del municipio es la localidad de Gladstad. Vega fue creada como un municipio el 1 de enero de 1838 (véase formannskapsdistrikt)
El municipio comprende 6500 islas del archipiélago de Vega. Vega es también el nombre de la isla principal dentro del municipio. Tiene 163 kilómetros cuadrados de superficie. Hay un hotel en Vega, llamado «Vega Havhotell».

## Información general

### Nombre
El municipio recibe su nombre de la isla principal de Vega (nórdico antiguo: Veiga). El nombre probablemente deriva de veig que significa «líquido» o «fluido» (en referencia a los lagos y las marismas de la isla).  El nombre se escribía "Vegø" antes de 1891.

### Escudo de armas
El escudo es de época moderna. Le fue concedido el 20 de noviembre de 1987. El blasón muestra un bailer de color dorado para un barco sobre fondo rojo. Un bailer es una herramienta esencial que es importante para el municipio debido a su dependencia del mar. Una sugerencia anterior para el blasón de Vega mostraba la silueta negra de un barco zarpando sobre fondo amarillo es ahora usado como el blasón de la provincia de Nordland.

## Historia
Los primeros asentamientos en la isla principal se remontan a hace 10 000 años, haciendo de él uno de los lugares más antiguos habitados de Noruega septentrional. La agricultura y la pesca son actualmente como eran en el pasado, campos de trabajo claves. Los habitantes de hoy se concentran en Holand, Valla, Igerøy y Gladstad, siendo la última la ubicación del consejo municipal y la mayor parte del comercio de la isla.

## Geografía
En 2004, el paisaje cultural del archipiélago fue inscrito por la Unesco en la lista Patrimonio de la Humanidad como representante de «la manera en que generaciones de pescadores y granjeros lo han hecho, a lo largo de los últimos 1500 años, manteniendo una forma de vida sostenible en un paisaje marítimo inhóspito cerca del círculo polar ártico, basándose en la actual práctica única de la recolección de plumas de eider».  El clima oceánico y los cimientos calizos ha permitido a 10 especies diferentes de orquídeas crecer en Vega, así como 210 especies de aves han sido documentadas en el archipiélago.
La reserva natural de Eidemsliene tiene muchas especies de plantas amantes del calor y el mayor bosque de pino silvestre en Noruega septentrional.  La reserva natural de Holandsosen es una importante zona de humedal con un lago poco profundo y suelo rico en caliza; se han observado en esta reserva 149 especies de aves que tiene una rica vida aviar a lo largo de todo el año (muchos pájaros las usan como cuarteles de invierno). La reserva natural de Lånan conserva muchos tipos de naturaleza costera y es una zona muy importante para diversas especies de aves; la recolección de plumas de eider aún se practica aquí.

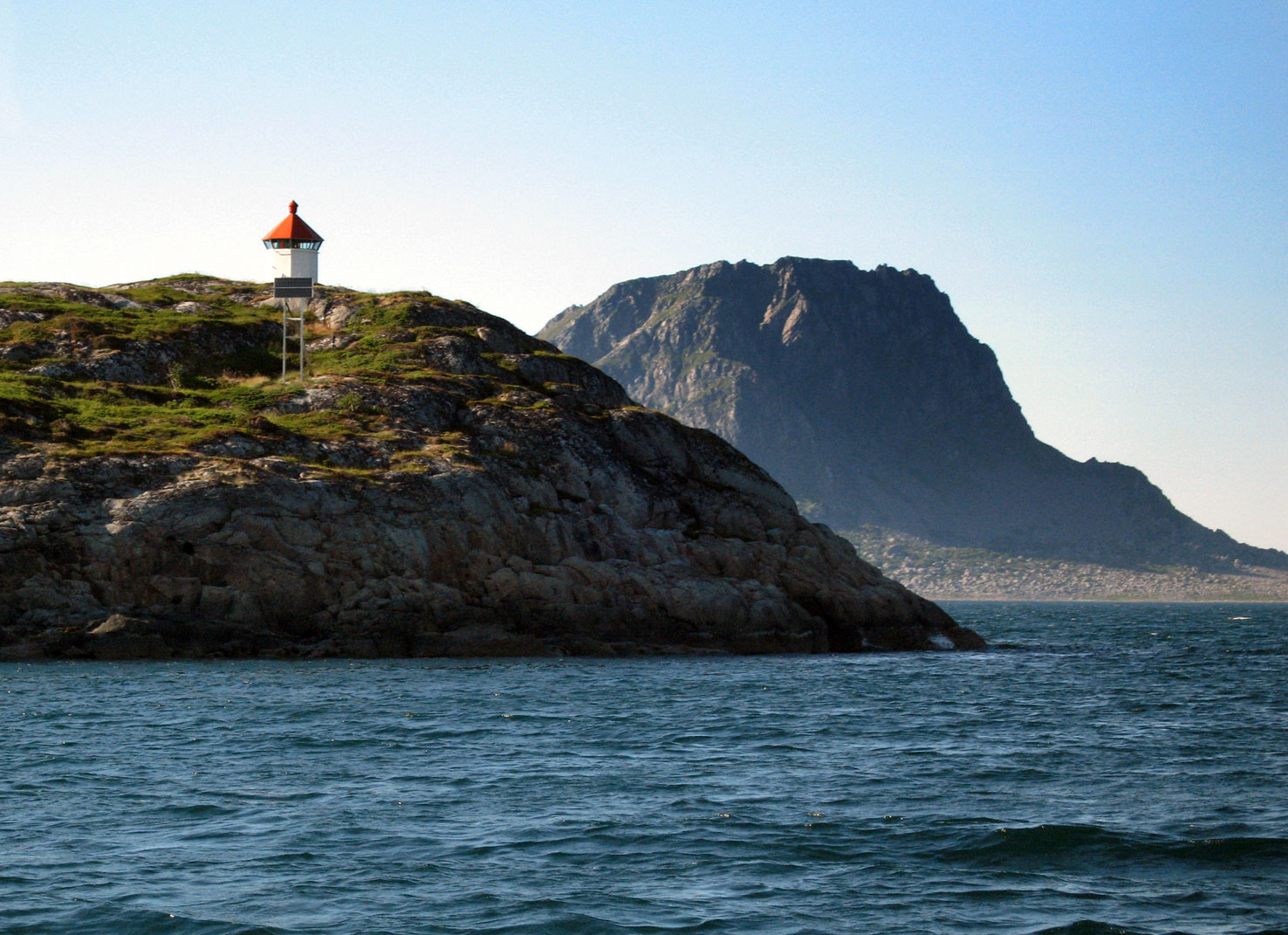
Isla de Søla.

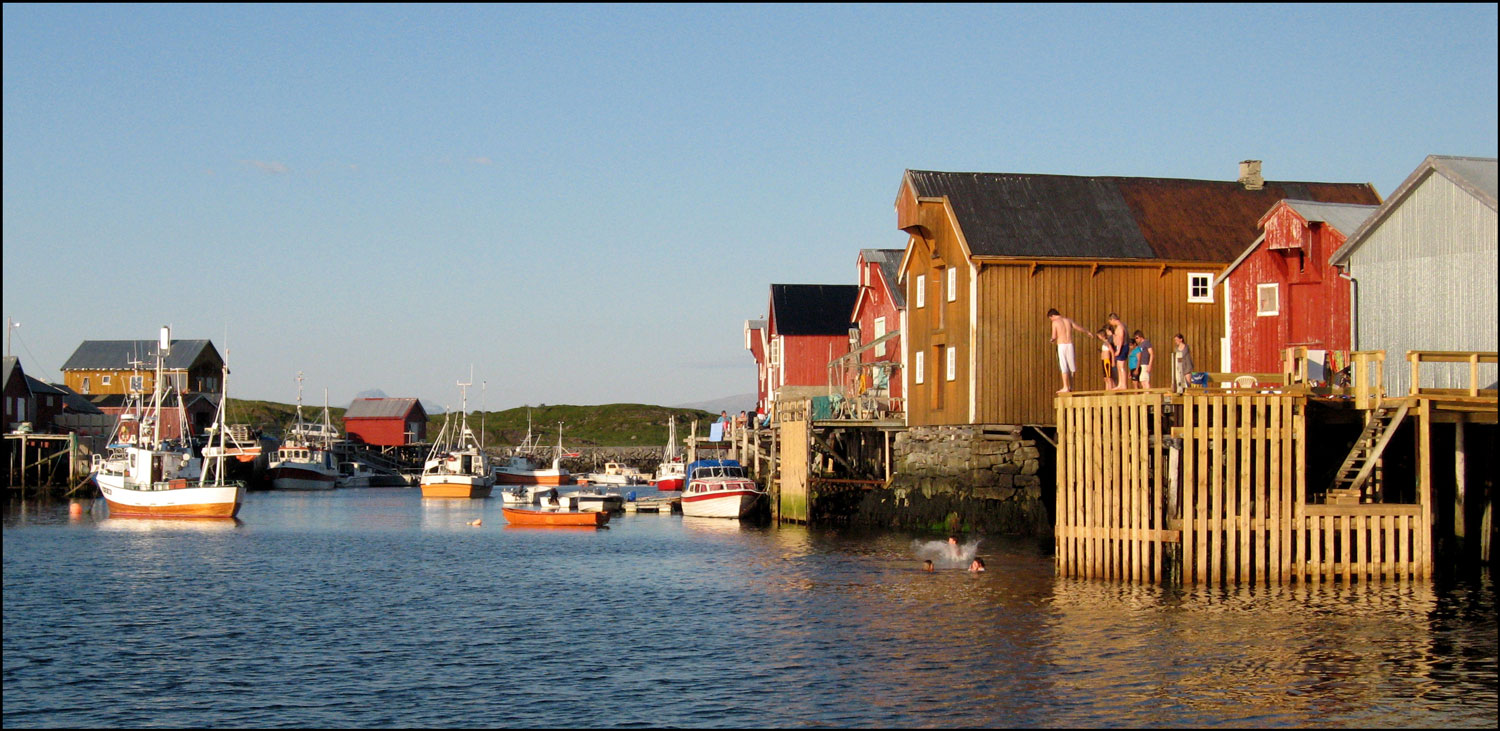
Un día de verano.